# Digg
Digg（ディグ）は、ケビン・ローズにより2004年に開設されたソーシャルニュースサイト。主にテクノロジーや科学に関する記事が多かったが、最近は政治やエンターテイメントなど幅広い話題に広がりつつある。ソーシャルブックマークやブログやRSSの機能を持つ。
ソーシャルブックマークサービスであるDel.icio.usとともに、ソーシャルサービスの代表格として、またWeb 2.0の成功例として挙げられる。ユーザーの投じる「票」(digg) の数によってエントリーの順位が決められるシステムを採用している。また、Del.icio.usとは異なり、コメント欄での議論に重点が置かれている点が特徴である。

## 歴史
Diggは2004年にKevin Rose、Owen Byrne、Ron Gorodetzky、Jay Adelson (CEO) によって試験的に開始された。これらの人物は現在でも中心的な経営の役割を持つ。